# Solonaima monteithia
Solonaima monteithia är en insektsart som beskrevs av Erbe och Hoch 2004. Solonaima monteithia ingår i släktet Solonaima, och familjen kilstritar. Inga underarter finns listade.